# Выражения свёртки
Выражения свёртки (англ. Fold expressions) — элемент синтаксиса языка программирования C++, введённый в стандарте начиная с C++17 и предназначенный для свёртки пакетов параметров вариативных шаблонов с необязательным начальным значением.
Использование свёртки помогает избежать громоздких рекурсивных вызовов и позволяет записывать применение операций ко всем отдельным аргументам пакета в компактном виде. При обработке списка пакета выражения свёртки могут быть использованы со всеми бинарными операциями C++ за исключением .,-> и [].
Синтаксис объявления вариативного шаблона функции со свёрткой пакета параметров Values:
```
template
<
class
...
 
T
>

decltype
(
auto
)
 
summation
(
T
...
 
Values
)

{

  
// разворачивается в выражение Values1 + (Values2 + (Values3 + Values4))...

  
return
 
(
Values
 
+
 
...);

}

```

## Синтаксис записи
Для разворачивания выражения свёртки стандарт языка предусматривает унарные и бинарные конфигурации расположения аргументов пакета параметров; наличие скобок в них обязательно:
Бинарная правая свёртка: (pack op ... op value)
Бинарная левая свёртка: (value op ... op pack)
Унарная правая свёртка: (pack op ...)
Унарная левая свёртка: (... op pack)
Проблема определения типа и значения при раскрытии пустой унарной свёртки в общем случае считается ошибкой, за исключением трёх ситуаций: пустое раскрытие унарной свёртки && даёт true, пустое раскрытие унарной свёртки || даёт false, пустое раскрытие унарной свёртки , даёт тип void.